# UFC 87
UFC 87: Seek and Destroy è stato un evento di arti marziali miste tenuto dalla Ultimate Fighting Championship il 9 agosto 2008 al Target Center di Minneapolis, Stati Uniti d'America.

## Retroscena
Brock Lesnar avrebbe dovuto affrontare Mark Coleman, ma quest'ultimo s'infortunò e venne rimpiazzato da Heath Herring.
L'evento vede il debutto del futuro campione dei pesi mediomassimi Jon Jones, subentrato all'indisponibile Tomasz Drwal.

## Risultati

### Card preliminare
- Incontro categoria Pesi Welter:  Ben Saunders contro  Ryan Thomas

Saunders sconfisse Thomas per sottomissione (armbar) a 2:28 del secondo round.
- Incontro categoria Pesi Welter:  Chris Wilson contro  Steve Bruno

Wilson sconfisse Bruno per decisione unanime (30–27, 30–27, 30–27).
- Incontro categoria Pesi Mediomassimi:  André Gusmão contro  Jon Jones

Jones sconfisse Gusmão per decisione unanime (30–27, 30–27, 30–27).
- Incontro categoria Pesi Massimi:  Cheick Kongo contro  Dan Evensen

Kongo sconfisse Evensen per KO Tecnico (colpi) a 4:55 del primo round.
- Incontro categoria Pesi Welter:  Luke Cummo contro  Tamdan McCrory

McCrory sconfisse Cummo per decisione unanime (30–27, 30–27, 29–28).

### Card principale
- Incontro categoria Pesi Medi:  Jason MacDonald contro  Demian Maia

Maia sconfisse MacDonald per sottomissione (strangolamento da dietro) a 2:44 del terzo round.
- Incontro categoria Pesi Leggeri:  Kenny Florian contro  Roger Huerta

Florian sconfisse Huerta per decisione unanime (30–27, 30–27, 30–27).
- Incontro categoria Pesi Leggeri:  Manvel Gamburyan contro  Rob Emerson

Emerson sconfisse Gamburyan per KO (pugni) a 0:12 del primo round.
- Incontro categoria Pesi Massimi:  Heath Herring contro  Brock Lesnar

Lesnar sconfisse Herring per decisione unanime (30–26, 30–26, 30–26).
- Incontro per il titolo dei Pesi Welter:  Georges St-Pierre (c) contro  Jon Fitch

St-Pierre sconfisse Fitch per decisione unanime (50–44, 50–43, 50–44) e difese il titolo dei Pesi Welter.

## Premi
Ai vincitori sono stati assegnati 60.000$ per i seguenti premi:
- Fight of the Night:  Georges St-Pierre (c) contro  Jon Fitch
- Knockout of the Night:  Rob Emerson
- Submission of the Night:  Demian Maia